# Yacine Abdramane Sakine
Yacine Abdramane Sakine est un homme politique tchadien. Il est le président du Parti Réformiste. Il fait partie des 10 candidats en lice à l'élection présidentielle du 06 mai 2024. Le 12 mars 2024, il est investi par son parti, comme candidat à la présidentielle du 06 mai 2024. Le 24 mars 2024, le Conseil constitutionnel valide sa candidature à l'élection présidentielle,.